# Trifolium albopurpureum
Trifolium albopurpureum är en ärtväxtart som beskrevs av John Torrey och Asa Gray. Trifolium albopurpureum ingår i släktet klövrar, och familjen ärtväxter. Inga underarter finns listade i Catalogue of Life.